# Galle (cratera lunar)
Galle é uma pequena cratera de impacto lunar, localizada na região de Mare Frigoris, ao nor-nordeste da proeminente cratera Aristóteles. Seu formato é quase circular, possuindo margens finas e definidas e uma aparência pouco afetada por erosão. Além disso, é relativamente simétrica, possuindo apenas algumas irregularidades no seu formato.

## Crateras satélite
Por convenção, essas crateras são identificadas em mapas lunares por letras maiúsculas localizadas ao lado do ponto médio da cratera que está mais próximo de Galle.

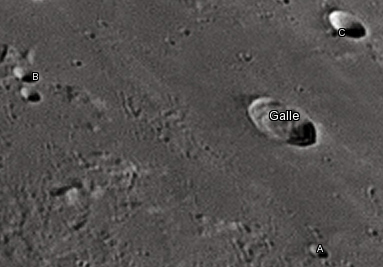
Cratera Galle com suas crateras satélites (Galle A, B e C).

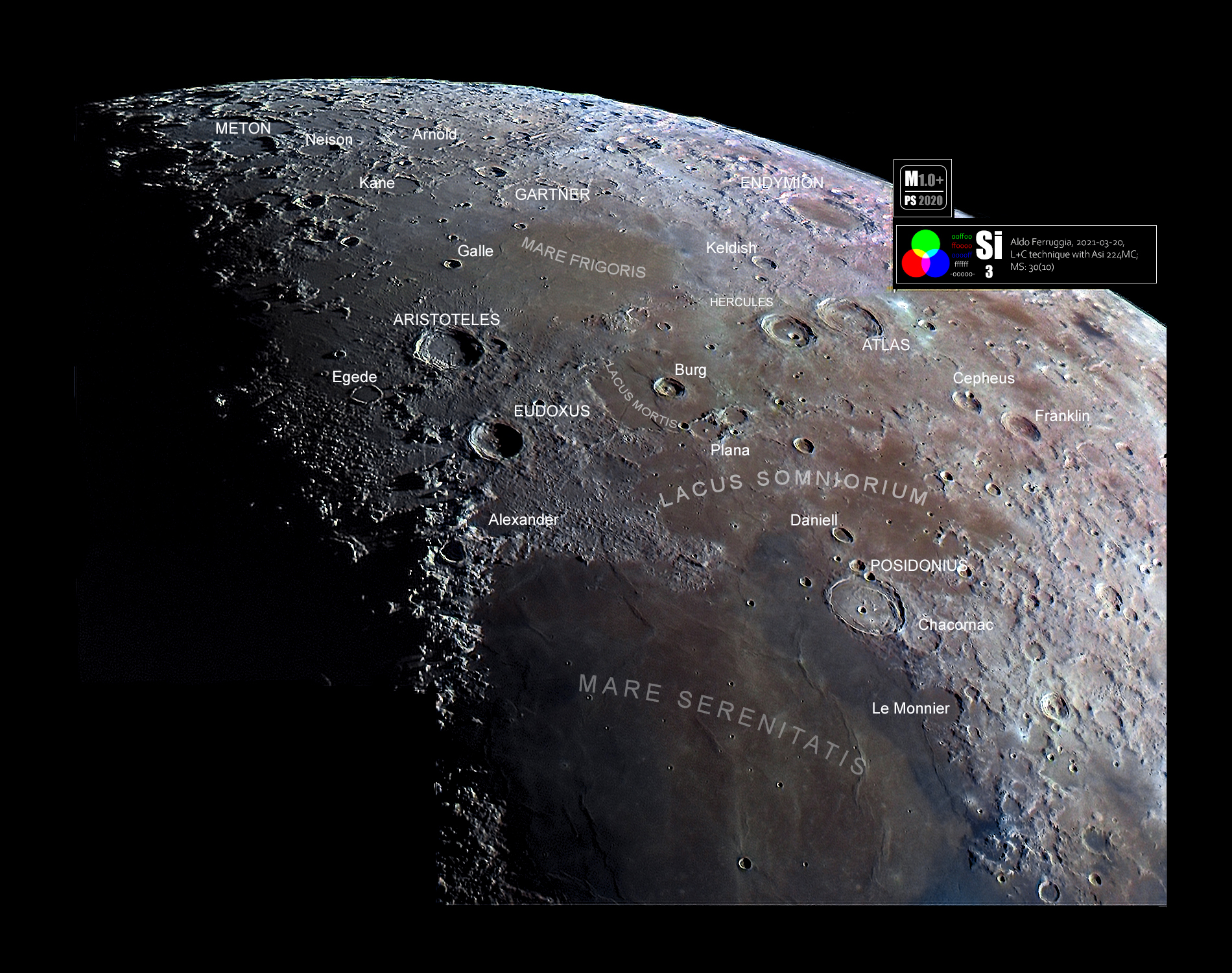
Localização de Galle na Lua por meio de uma imagem selenocromática.

| Galle | Latitude | Longitude | Diâmetro |
| ----- | -------- | --------- | -------- |
| A     | 53,9° N  | 22,3° L   | 6 km     |
| B     | 55,4° N  | 17,4° L   | 7 km     |
| C     | 57,8° N  | 24,5° L   | 11 km    |